# Theridion trifile
Theridion trifile är en spindelart som beskrevs av Simon 1907. Theridion trifile ingår i släktet Theridion och familjen klotspindlar. Inga underarter finns listade i Catalogue of Life.